# Chaetonotus jamaicense
Chaetonotus jamaicense är en djurart som tillhör fylumet bukhårsdjur, och som först beskrevs av Schmarda 1861.  Chaetonotus jamaicense ingår i släktet Chaetonotus och familjen Chaetonotidae.
Artens utbredningsområde är Jamaica. Inga underarter finns listade i Catalogue of Life.